# Michael Charles Smith
Michael Charles Smith (Illinois, augustus 1961) is kandidaat voor de nominatie van de Republikeinse Partij bij de Amerikaanse presidentsverkiezingen 2008.
Smith is geboren in Illinois en verhuisde in 1996 naar Oregon, waar hij nu woont in Corvallis met zijn vrouw en kinderen. Hij is werknemer van Hewlett-Packard en voor zover bekend niet eerder kandidaat geweest voor een politieke functie.
Smith was in maart 2006 de tweede Republikein die zich kandidaat stelde voor de presidentiële nominatie van zijn partij. Hij heeft niet de illusie om die te gaan winnen, maar hoopt voldoende stemmen in zijn eigen staat Oregon te winnen om de Republikeinse Nationale Conventie toe te mogen spreken.